# Vartan Kechichian
Vartan Kechichian CAM (* 13. September 1933 in Kasab, Syrien; † 22. November 2017 in Lido di Venezia, Italien) war ein syrischer Geistlicher der armenisch-katholischen Kirche. Er war Generalabt der Mechitaristen (1997–2000) und Koadjutorordinarius von Osteuropa (2001–2005).

## Leben
Vartan Kechichian trat der Ordensgemeinschaft der Mechitaristen in Venedig bei und legte am 15. August 1956 die Profess ab. Von 1953 bis 1959 studierte er Philosophie und Theologie an der Päpstlichen Universität Gregoriana und empfing am 8. September 1959 die Priesterweihe. Er war Seelsorger auf San Lazzaro degli Armeni, einer kleinen Insel in der Lagune von Venedig. Danach übte er verschiedene Aufgaben in der Mechitaristischen Kongregation aus und war Rektor des Kleinen Seminars in Beirut, Rektor des Ordensstudiums in Rom, Direktor der Ordenskollegs in Venedig, Paris und Buenos Aires, Vizerektor der Kleinen Seminare in Aleppo und S. Lazzaro. Er war Generalökonom seiner Kongregation und von 1997 bis 2000 zudem Generalabt der Mechitaristen.
Papst Johannes Paul II. ernannte ihn am 17. Februar 2001 zum Titularerzbischof von Mardin degli Armeni und Koadjutorordinarius in Osteuropa. Der Patriarch von Kilikien, Nerses Bedros XIX., spendete ihm am 13. Mai desselben Jahres die Bischofsweihe; Mitkonsekratoren waren Jean Teyrouz ICPB, Kurienbischof in Kilikien, und Vartan Achkarian CAM, Kurienbischof in Kilikien und Weihbischof in Beirut.
Am 2. April 2005 nahm Papst Johannes Paul II. sein vorzeitiges Rücktrittsgesuch an. Er lebte danach auf dem Lido di Venezia, wo er im November 2017 im Krankenhaus San Camillo starb.